# ريتشي بنيس
ريتشي بنيس (بالإنجليزية: Richie Bennis)‏ هو لاعب قذف أيرلندي، ولد في 1945 في Patrickswell ‏ في جمهورية أيرلندا.